# Czarny narcyz
Czarny narcyz (ang. Black Narcissus) – brytyjski dramat psychologiczny z 1947 roku w reżyserii Michaela Powella i Emerica Pressburgera na podstawie powieści pod tym samym tytułem Rumer Godden z 1939 roku. Tytuł nawiązuje do perfum Caron Narcisse noir. Zdjęcia kręcono m.in. w hrabstwie West Sussex.
Film jest i opowiada o rosnących napięciach w małym zgromadzeniu angielskich sióstr zakonnych, które w zamian za prowadzenie szkoły i szpitala otrzymują stary pałac na odizolowanej górze w Himalajach.
Jack Cardiff otrzymał Złoty Glob i Oscara za najlepsze zdjęcia, a Alfred Junge otrzymał Oscara za najlepszą scenografię.

## Fabuła
Źródło: Filmsite
Anglikański żeński zakon Służebnic Maryi działający w Kalkucie otrzymuje od władcy himalajskiego księstwa – radźpuckiego generała Tody Raia – opuszczony pałac w wiosce Mopu koło Dardżylingu z przeznaczeniem na szkołę i szpital dla tubylców. Ambitna siostra Clodagh zostaje mianowana przełożoną placówki i wysłana do Mopu wraz z czterema innymi zakonnicami: siostrą Philippą, zajmującą się ogrodnictwem; siostrą Briony, odpowiedzialną za szpitalik; siostrą Blanche, lepiej znaną jako „siostra Honey”, uczącą koronkarstwa; oraz siostrą Ruth, która ma uczyć języka angielskiego i matematyki. Znajdujący się na wysokim klifie pałac, niegdyś zamieszkany przez konkubiny ojca generała, nadal emanuje mistyczną i erotyczną atmosferą.
Pełnomocnik generała – Anglik Dean wyraża swój sceptycyzm, pamiętając jak poprzednio męski zakon nie był w stanie wytrzymać panującego otoczenia. Przewiduje, że zakonnice opuszczą miejsce, gdy tylko skończy się pora monsunowa. Podobne zdanie ma dozorczyni Angu Aya, najdłużej żyjąca osoba w Mopu. Zakonnicom, będącym rdzennymi Brytyjkami, początkowo jest trudno dostosować do lokalnej społeczności, jak i warunków atmosferycznych. Pomaga im Joseph Anthony, małoletni syn kucharza generała Raia, służący za tłumacza. Wkrótce klasztor zostaje uposażony i otrzymuje nazwę Dom św. Wiary.
Dean przekazuje zakonnicom 17-letnią Hinduskę Kanchi, którą wyrzucono z domu za niesforność. W klasztorze Kanchi ma zdobyć wykształcenie i być nadzorowana przez siostry aż do zamążpójścia. Tymczasem umiera syn generała i nowym dziedzicem zostaje jego bratanek Dilip, który miał studiować w Cambridge. Dilip przybywa do Domu św. Wiary z zamiarem pobierania prywatnych lekcji. Mimo że klasztor zezwala na naukę dzieciom i kobietom, zakonnice nie mogą odmówić jego obecności z szacunku dla jego stryja. Dilip zapoznaje siostry z perfumami o nazwie Czarny narcyz z wojskowych magazynów. Wkrótce Kanchi zaczyna się interesować młodym generałem. Innym rezydentem w Mopu jest milczący pustelnik, który wiernie siedzi w tym samym miejscu. To stryj generała Raia, zasłużony generał Krishna Rai, który ofiarował bratankowi środki na zakup zamku.
Wkrótce zakonnice zaczynają odczuwać problemy związane z miejscem. Clodagh wszystko przypomina czasy z rodzinnej Irlandii, nim wstąpiła do zakonu. Philippa traci się w otaczającym ją środowisku i zamiast warzyw sadzi kwiaty w ogrodzie. Kanchi zostaje przyłapana i wychłostana przez Ayę za kradzież klasztornego łańcucha, chcąc go jako ozdobę. Będący świadkiem Dilip ma dokończyć chłostę, ale daruje winy Kanchi. W końcu Philippa prosi o przeniesinie, a przełożona zgadza się, chcąc też odesłać niestabilną Ruth, która się sprzeciwia. Gdy umiera dziecko, któremu siostry nie były w stanie pomóc, wzburzeni mieszkańcy opuszczają Dom św. Wiary na dobre. Także Dilip ucieka wraz z Kanchi. Wezwany Dean ostrzega przed możliwą zemstą tubylców. 
Na osobności Clodagh wyjawia Deanowi, że wstąpiła do zakonu, gdyż Con, jej młodzieńcza miłość, wyjechał do Ameryki nie myśląc o małżeństwie. Także Dilip swoją obecnością przypominał jej o Conie. Dean nalega, by dla swego zdrowia psychicznego zakonnice opuściły klasztor, nim wydarzy się tragedia. Nocą siostra Clodagh ma przed sobą Ruth w ubraniu cywilnym zamiast habitu, która ucieka do chaty Deana z wyznaniem miłości. Dean odrzuca zaloty i stara się przemówić jej do rozsądku. Ruth w swoim obłędzie jest przekonana, że Dean kocha siostrę Clodagh i dlatego ją odtrącił. Próbuje zepchnąć swoją domniemaną rywalke z krawędzi skały na dzwonnicy klasztoru, lecz sama spada w przepaść. Zakonnice wracają do Kalkuty porzucając pałac w Mopu na dobre. Dilip mając poczucie winy z powodu Kanchi chce porzucić edukację i kontynuować tradycje przodków. Gdy pojawia się deszcz, odjeżdżająca Clodagh prosi Deana o opiekę nad grobem Ruth.

## Obsada
- Deborah Kerr jako siostra Clodagh
- Kathleen Byron jako siostra Ruth
- David Farrar jako Dean
- Sabu jako generał Dilip Rai
- Flora Robson jako siostra Philippa
- Jenny Laird jako siostra Honey
- Judith Furse jako siostra Briony
- Esmond Knight jako generał Toda Rai
- Jean Simmons jako Kanchi
- May Hallatt jako Angu Aya
- Eddie Whaley Jr. jako Joseph Anthony
- Shaun Noble jako Con
- Nancy Roberts jako matka Dorothea
- Ley On jako Phuba

## Nagrody
| Nagroda                                        | Kategoria                           | Nominowani     | Wynik     | Źródło |
| ---------------------------------------------- | ----------------------------------- | -------------- | --------- | ------ |
| Nagroda Akademii Filmowej                      | Najlepsze zdjęcia (film barwny)     | Jack Cardiff   | Wygrana   | [ 2 ]  |
| Nagroda Akademii Filmowej                      | Najlepsza scenografia (film barwny) | Alfred Junge   | Wygrana   | [ 2 ]  |
| Złote Globy                                    | Najlepsze zdjęcia                   | Jack Cardiff   | Wygrana   | [ 2 ]  |
| Stowarzyszenie Nowojorskich Krytyków Filmowych | Najlepsza aktorka                   | Deborah Kerr   | Wygrana   | [ 2 ]  |
| Stowarzyszenie Nowojorskich Krytyków Filmowych | Najlepsza aktorka                   | Kathleen Byron | Nominacja | [ 3 ]  |